# Ausonia (Italia)
Ausonia es una localidad y comune italiana de la provincia de Frosinone, región de Lacio, con 2.623 habitantes.

## Historia
Ausonia es una ciudad y comuna en el sur del Lacio , en el centro de Italia . Toma su nombre de la Ausones / Aurunci , cuya antigua ciudad Ausona (miembro de la Auruncan Pentápolis), en las cercanías, fue destruida por los romanos en el año 314 antes de Cristo. En la Edad Media era conocida como Fratte .

## Evolución demográfica
| Gráfica de evolución demográfica de Ausonia entre 1861 y 2001 |
|                                                               |
| Fuente ISTAT - elaboración gráfica de Wikipedia               |